# Uyoku dantai

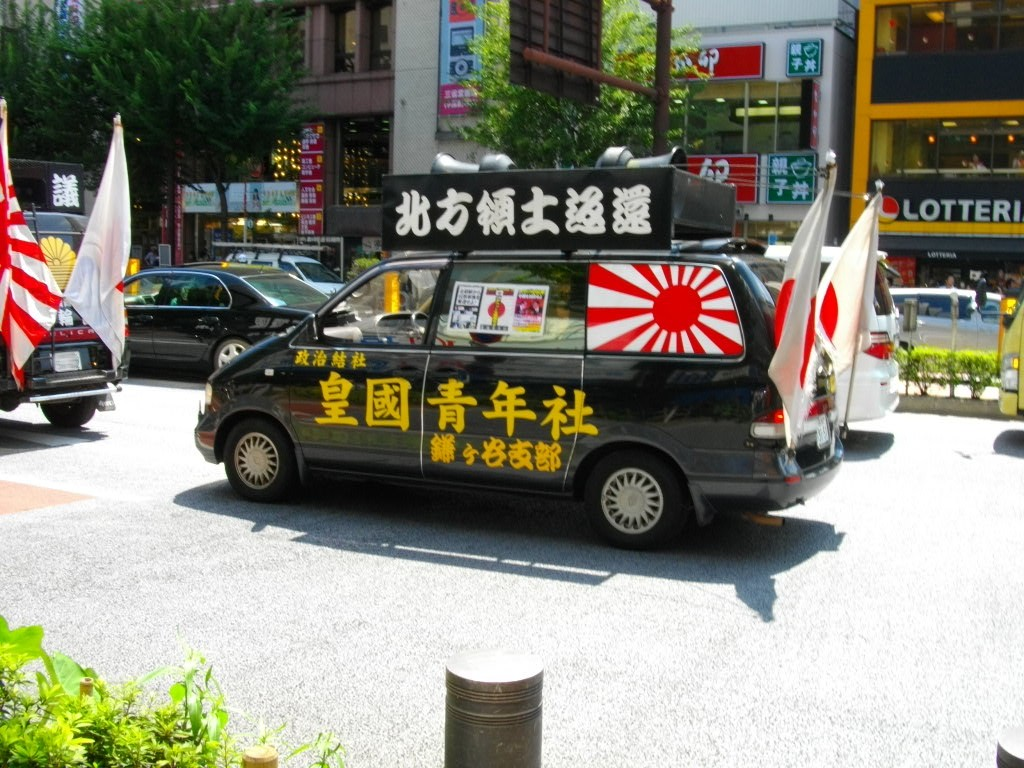
Um carro da Uyoku dantai durante uma manifestação.

Uyoku dantai (em japonês: 右翼団体) são grupos nacionalistas radicais japoneses de extrema-direita. Estima-se que existam mais de 1.000 grupos Uyoku dantai, com aproximadamente 10.000 membros.
Os diferentes grupos de Uyoku dantai nascem com o ressurgimento de grupos de extrema-direita nos anos 70, 80, e 90 ao redor do mundo, e encontram raízes em organizações secretas de ex-samurais que perderam seus privilégios de casta com a Revolução Meiji e em organizações de extrema-direita surgidas durante o ascenso do fascismo japonês.
Os Uyoku dantai são conhecidos por suas manifestações publicas, onde desfilam com caminhonetes e furgões pretos decorados com bandeiras do sol nascente, proferindo palavras de ordem em megafones. Tais protestos costumam ser realizados nas principais avenidas de grandes centros urbanos, em prédios governamentais e embaixadas (especialmente da Rússia e da China). São conhecidos também por terem adotado como local de adoração o Santuário Yasukuni, cujo Livro das Almas contém o nome de 1068 soldados japoneses que morreram durante a Segunda Guerra Mundial, donde constam nomes de criminosos de guerra.
Alguns destes grupos têm ligações com organizações Yakuza, e têm protagonizado ou protagonizam, além de uma extensa propaganda, em numerosos atentados violentos. Os Uyoku dantai são utilizados pela Yakuza para operar com mais facilidade, já que ambos compartilham um discurso ultranacionalista, e as leis japonesas de liberdade de expressão não permitem que os Uyoku dantai sejam presos.
Embora existam diferentes correntes de Uyoku dantai, estes compartilham uma narrativa em comum, que gira em torno da exaltação da História do Japão a partir do revisionismo (negando os crimes de guerra do Japão contra a China e a Coreia, por exemplo), do anticomunismo, de sentimentos anti-imigração e de revanchismo histórico contra os Estados Unidos devido à derrota do Japão na Segunda Guerra Mundial. Em resumo, três valores são comuns entre os Uyoku dantai:
- Restaurar o poder do Imperador e reestabelecer o exército imperial japonês para reviver a glória histórica do Japão.
- Negar e contestar as acusações de atrocidades cometidas pelo Japão durante a Segunda Guerra Mundial.
- Repudiar a influência estrangeira, demonstrando especial hostilidade em relação à Coreia (tanto do Norte quanto do Sul) e à China.